# Selysia
Selysia là một chi thực vật có hoa trong họ Cucurbitaceae.

## Hình ảnh

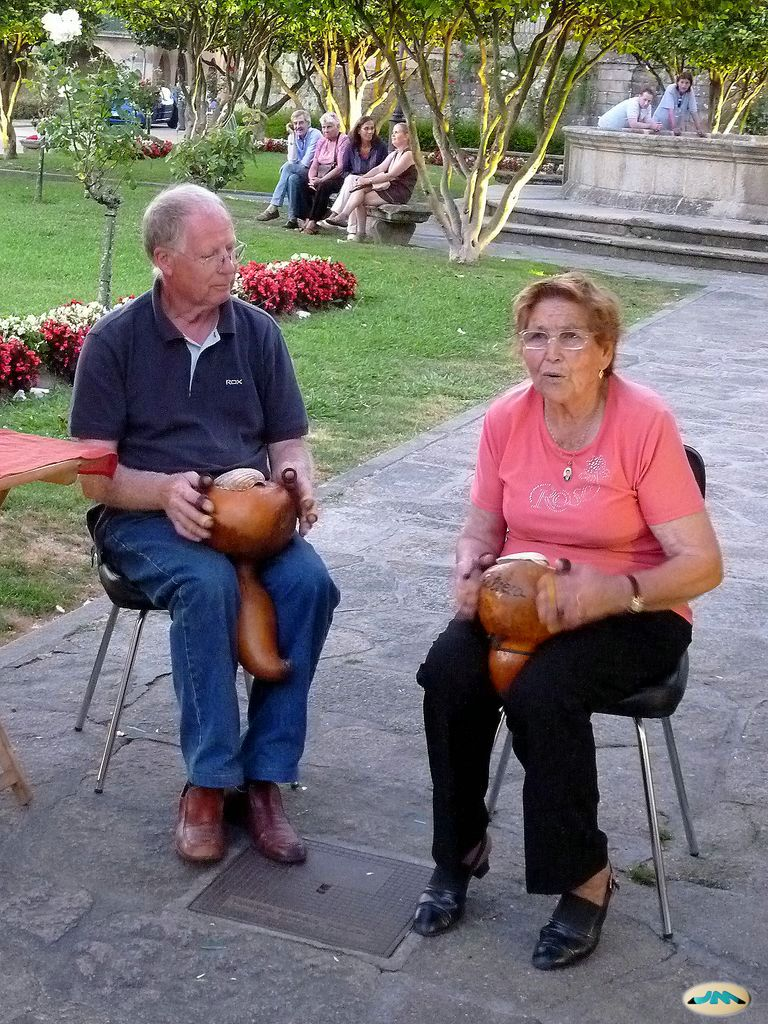
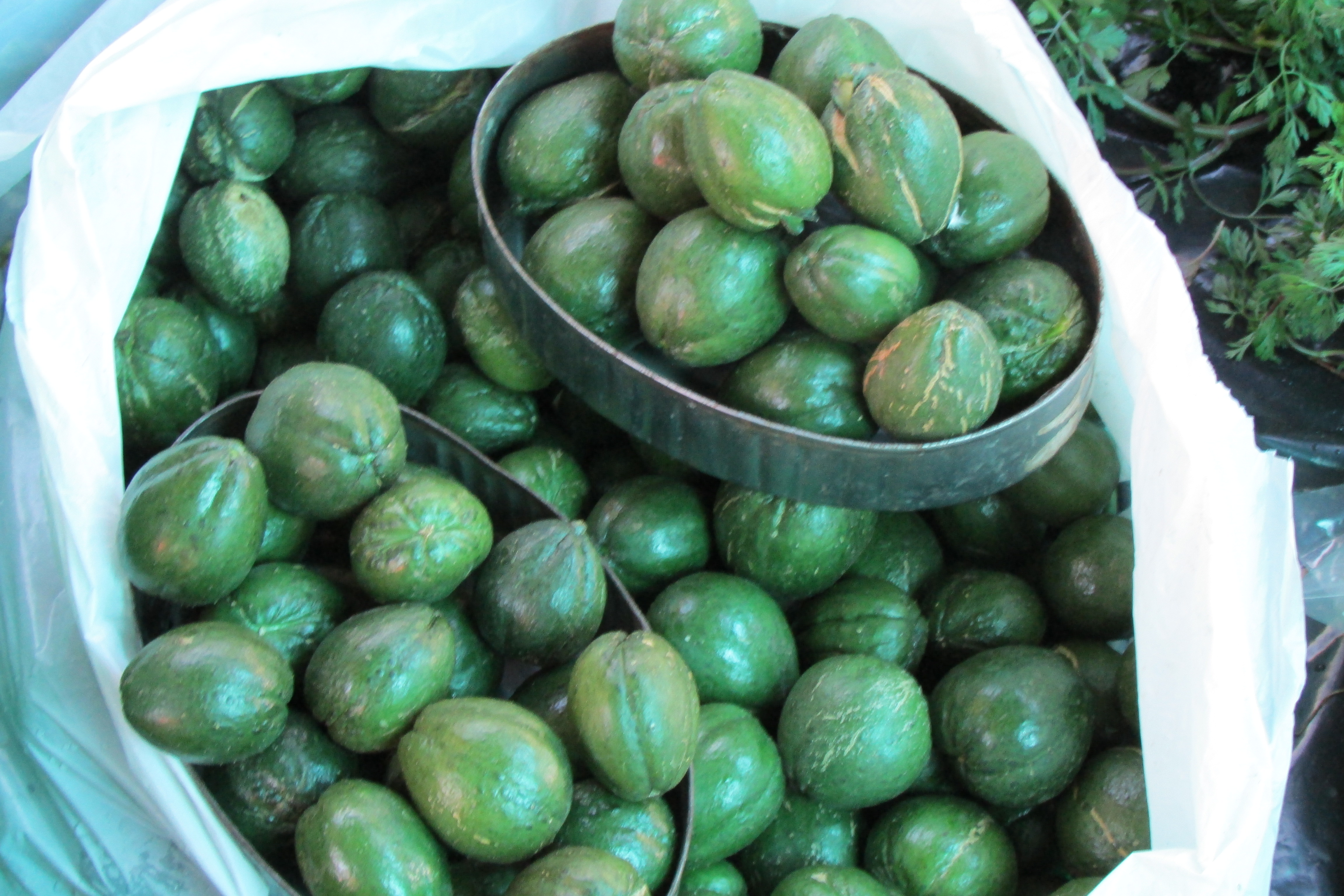

## Loài
Chi Selysia gồm các loài: